# Rieux-en-Cambrésis

Rieux-en-Cambrésis este o comună în departamentul Nord, Franța. În 1 ianuarie 2022 avea o populație de 1.432 de locuitori.